# Hyperaspidius oblongus
Hyperaspidius oblongus är en skalbaggsart som beskrevs av Thomas Casey 1908. Hyperaspidius oblongus ingår i släktet Hyperaspidius och familjen nyckelpigor. Inga underarter finns listade i Catalogue of Life.